# Lista kardynałów in pectore
Praktyka mianowania kardynałów in pectore sięga pontyfikatu Marcina V. Do końca stulecia tylko 10 kardynałów nominowano w ten sposób, a przepisy nie były w tej kwestii jasne. Niektórzy kardynałowie in pectore uczestniczyli  w konklawe, inni zostali ujawnieni przez kolejnych papieży. Początkowo in pectore byli mianowani późniejsi papieże Grzegorz XVI i Pius IX.

## Marcin V
- Prospero Colonna, mianowany 24 maja 1426 i ujawniony w dniu 8 listopada 1430.
- Giuliano Cesarini starszy, mianowany 24 maja 1426 i ujawniony w dniu 8 listopada 1430.
- Juan Casanova, mianowany 8 listopada 1430 i ujawniony 4 lipca 1431 przez Eugeniusza IV.
- Guillaume de Montfort Ragenel, mianowany 8 listopada 1430 i ujawniony 4 lipca 1431 przez Eugeniusza IV.

## Pius II
- Burkhard von Weisbriach, mianowany 5 marca 1460 i ujawniony 31 maja 1462.

## Innocenty VIII
- Giovanni di Lorenzo de’ Medici, mianowany 9 marca 1489 i  ujawniony 26 marca 1492. W latach 1513–1521 papież Leon X
- Federico Sanseverino, mianowany 9 marca 1489 i nigdy nieujawniony. Jednak brał udział w konklawe w 1492 roku.

## Aleksander VI
- kardynał, mianowany 20 września 1493 i nigdy nie ujawniony.
- Luigi Aragonii, mianowany w maju 1494 i opublikowany w dniu 19 lutego 1496.
- Gianstefano Ferrero, mianowany  28 września 1500 i ujawniony 28 czerwca 1502.

## Innocenty XII
- Sperello Sperelli, mianowany 14 listopada 1699 i ujawniony 24 listopada 1699.

## Pius VII
23 lutego 1801 mianował 11 kardynałów in pectore:
- Antonio  Zondadari, arcybiskup Sieny, ujawniony 28 września 1801.
- Lorenzo Litta, ujawniony 28 września 1801.
- Michelangelo Luchi, ujawniony 28 września 1801.
- Carlo Crivelli, ujawniony 29 marca 1802.
- Giuseppe Maria Spina, ujawniony 29 marca 1802.
- Michele di Pietro, ujawniony 9 sierpnia 1802.
- Carlo Maria Francesco Caselli, ujawniony 9 sierpnia 1802.
- Alphonse-de Latier Hubert de Bayane, dziekan Roty Rzymskiej, ujawniony 9 sierpnia 1802.
- Francesco Maria Locatelli, biskupa Spoleto, ujawniony 17 stycznia 1803.
- Giovanni Castiglione, ujawniony 17 stycznia 1803.
- Charles Erskine, ujawniony 17 stycznia 1803.

16 maja 1803 mianował kardynałem in pectore Luigi Gazzoli, który został ujawniony w dniu 11 lipca.
26 marca 1804 jeden kardynał został mianowany in pectore ale jego imienia nigdy nie opublikowano
24 sierpnia 1807, mianował Francesco Guidobono Cavalchini, który został ujawniony 6 kwietnia 1818.
8 marca 1816 mianował 10 kardynałów in pectore:
- Camillo de Simeoni, biskup Sutri, ujawniony 22 lipca 1816.
- Giovanni Battista Quarantotti, sekretarz Kongregacji Rozkrzewiania Wiary, ujawniony 22 lipca 1816.
- Giorgio Doria Pamphili, ujawniony 22 lipca 1816.
- Luigi Ercolani, ujawniony 22 lipca 1816.
- Stanislao Sanseverino, ujawniony 22 lipca 1816.
- Pedro Benito Antonio Quevedo y Quintano, biskup Orense, ujawniony 23 września 1816.
- Francesco Cesarei Leoni, dziekan Roty Rzymskiej, ujawniony 28 lipca 1816.
- Antonio Lante Montefeltro della Rovere, ujawniony  28 lipca 1816.
- Lorenzo Prospero Bottini, ujawniony 1 października 1817.
- Fabrizio Sceberras Testaferrata, sekretarz kongregacji, ujawniony 6 kwietnia 1818.

10 marca 1823 mianował kardynałem in pectore Giacinto Placido Zurla, ujawniony w dniu 16 maja.

## Leon XII
20 grudnia 1824 mianował kardynałem in pectore Ludovico Micara, który został ujawniony 13 marca 1826.
21 marca 1825 mianował  kardynałem in pectore Mauro Cappellari został ujawniony 13 marca 1826 (późniejszy papież Grzegorz XVI).
W dniu 2 października 1826  mianował sześciu kardynałów in pectore:
- Pietro Caprano, sekretarz Kongregacji Rozkrzewiania Wiary, ujawniony 15 grudnia 1828.
- Alexander Rudnay Divékújfalusi, arcybiskup Esztergom, ujawniony 15 grudnia 1828.
- Benedetto Barberini, ujawniony 15 grudnia 1828.
- Giovanni Antonio Benvenuti, ujawniony 15 grudnia 1828.
- Giovanni Francesco Marazzani Visconti, ujawniony 15 grudnia 1828.
- Belisario Cristaldi, ujawniony 15 grudnia 1828.

## Pius VIII
- 15 marca 1830 mianował ośmiu kardynałów in pectore, którzy nigdy nie zostali ujawnieni, ponieważ  Pius VIII zmarł w dniu 30 listopada tego roku.

## Grzegorz XVI
30 września 1831 mianował 10 kardynałów in pectore:
- Alessandro Giustiniani, nuncjusz apostolski w Portugalii, ujawniony 2 lipca 1832.
- Francesco Tiberi Contigliano, nuncjusz apostolski w Hiszpanii, ujawniony 2 lipca 1832.
- Ugo Pietro Spinola, nuncjusz apostolski w Austrii, ujawniony 2 lipca 1832.
- Francesco Serra-Cassano, arcybiskupem Kapui, ujawniony 15 kwietnia 1833.
- Francesco Canali, sekretarz Kongregacji Biskupów, ujawniony 23 czerwca 1834.
- Pietro Ostini, nuncjusz apostolski w Austrii, ujawniony 11 lipca 1836.
- Benedetto Cappelletti, vice-podkomorzy Kamery Apostolskiej ujawniony 2 lipca 1832.
- Luigi Del Drago, ujawniony 2 lipca 1832.
- Francesco Maria Pandolfi Alberici, ujawniony 2 lipca 1832.
- Luigi Gazzoli, ujawniony 2 lipca 1832.

W dniu 23 czerwca 1834 roku mianował sześciu kardynałów in pectore:
- Giuseppe della Porta Rodiani, ujawniony 6 kwietnia 1835.
- Giuseppe Alberghini, ujawniony 6 kwietnia 1835.
- Alessandro Spada, ujawniony 6 kwietnia 1835.
- Luigi Frezza, ujawniony 11 lipca 1836.
- Costantino Patrizi Naro, ujawniony 11 lipca 1836.
- Adriano Fieschi, ujawniony 13 września 1838.
- W dniu 6 kwietnia 1835 mianował kardynałem in pectore Ambrogio Bianchi, został ujawniony 8 lipca 1839.

19 maja 1837 mianował kardynałem in pectore Angelo Mai, który został ujawniony 12 lutego 1838.
12 lutego 1838 mianował trzech kardynałów in pectore:
- Giovanni Soglia Ceroni, sekretarz Kongregacji Biskupów, ujawniony 18 lutego 1839.
- Antonio Tosti, ujawniony 18 lutego 1839.
- Francesco Saverio Massimo, ujawniony 24 stycznia 1842.

- 13 września 1838 mianował kardynałem in pectore Filippo de Angelis, który został ujawniony 8 lipca 1839.

- 30 listopada 1838 mianował kardynałem in pectore Gabriele Ferretti, arcybiskup Fermo, który został ujawniony 8 lipca 1839.
- 18 lutego 1839 mianował kardynałem in pectore Charlesa Januariusa Actona, który został ujawniony 24 stycznia 1842.

23 grudnia 1839 mianował trzy kardynałów in pectore:
- Giovanni Maria Mastai-Ferretti, arcybiskup, biskup Imola, ujawniony 14 grudnia 1840, późniejszy papież Pius IX.
- Bernardo Gaspare Pianetti, biskup Viterbo ujawniony 14 grudnia 1840.
- Luigi Vannicelli Casoni, vice-podkomorzy Kamery Apostolskiej, ujawniony 24 stycznia 1842.

14 grudnia 1840 mianował dwa kardynałów in pectore:
- Lodovico Altieri, nuncjusz apostolski w Austrii ujawniony 21 kwietnia 1845.
- Sylvestro  Belli, ujawniony 12 lipca 1841.

12 lipca 1841 mianował dwóch kardynałów in pectore:
- Tommaso Pasquale Gizzi ujawniony 22 stycznia 1844.
- drugiego kardynała, którego imię nigdy nie zostało ujawnione

22 stycznia 1844 mianował kardynałem in pectore Fabio Maria Asquini, sekretarza Kongregacji Biskupów, który został ujawniony 21 kwietnia 1845.
22 lipca 1844 mianował czterech  kardynałów in pectore:
- Francesco Capaccini, opublikowane 21 kwietnia 1845.
- Giuseppe Antonio Zacchii Rondanini, vice podkomorzy Kamery Apostolskiej, ujawniony 21 kwietnia 1845.
- Lorenzo Simonetti, ujawniony 24 listopada 1845.
- Giacomo Piccolomini, ujawniony 24 listopada 1845.

21 kwietnia 1845 mianował czterech kardynałów in pectore, których nazwiska nie zostały opublikowane.
24 listopada 1845 mianował jednego kardynała in pectore, którego nazwisko pozostało nieznane .

## Pius IX
21 grudnia 1846 mianował dwóch kardynałów in pectore:
- Raffaele Fornari, nuncjusz apostolski we Francji, ujawniony 30 września 1850.
- Giuseppe Bofondi, dziekan Roty Rzymskiej, ujawniony 11 czerwca 1847.
- W dniu 15 marca 1852 roku mianował dwóch kardynałów in pectore:
- Michele Viale-Prelà, nuncjusz apostolski w Austrii ujawniony 7 marca 1853.
- Giovanni Brunelli, nuncjusz apostolski w Hiszpanii, ujawniony 7 marca 1853.
- 19 grudnia 1853 mianował kardynałem in pectore Camillo Di Pietro, nuncjusza apostolskiego w Portugalii, ujawniony 16 czerwca 1856.

15 marca, 1873 mianował pięciu kardynałów in pectore:
- Roger Louis Emidio Antici Mattei, ujawniony 17 września 1875.
- Salvatore Nobili Vitelleschi, sekretarz Kongregacji Biskupów, ujawniony 17 września 1875.
- John Simeoni, nuncjusz apostolski w Hiszpanii, ujawniony 17 września 1875.
- Lorenzo Ilarione Randi, vice podkomorzy Kamery Apostolskiej, ujawniony 17 września 1875.
- Bartolomeo Pacca, ujawniony 17 września 1875.

## Leon XIII
13 grudnia 1880 mianował trzech kardynałów in pectore:
- Carlo Laurenzi, ujawniony 10 listopada 1884.
- Francesco Ricci Paracciani ujawniony 27 maja 1882.
- Pietro Lasagni, ujawniony 27 maja 1882.

30 grudnia 1889 mianował kardynałem in pectore Vincenzo Vannutelli, nuncjusza apostolskiego w Portugalii, ujawniony 23 czerwca 1890.
16 stycznia 1893 mianował  dwóch kardynałów in pectore:
- Adolphe-Louis-Albert Perraud, biskup Autun, ujawniony 29 listopada 1895.
- Andreas Steinhuber, ujawniony 18 maja 1894.

19 czerwca 1899 mianował dwa kardynałów in pectore:
- Alessandro Sanminiatelli Zabarella, patriarcha Konstantynopola, ujawniony 15 kwietnia 1901.
- Francesco Salesio della Volpe, prefekt Kamery Apostolskiej, ujawniony 15 kwietnia 1901.

## Pius X
27 listopada 1911 mianował kardynałem in pectore António Mendes Bello, patriarchę Lizbony, który został ujawniony 25 maja 1914.

## Benedykt XV
4 grudnia 1916 roku mianował kardynałem in pectore Adolfa Bertrama, biskupa Wrocławia, który został ujawniony 15 grudnia 1919.

## Pius XI
13 marca 1933 mianował dwóch  kardynałów in pectore:
- Federico Tedeschini, nuncjusz apostolski w Hiszpanii, ujawniony  16 grudnia 1935.
- Carlo Salotti, sekretarz Kongregacji Rozkrzewiania Wiary, ujawniony 16 grudnia 1935.

## Jan XXIII
W dniu 28 marca 1960 roku mianował trzech kardynałów  in pectore, nigdy nieujawnionych.

## Paweł VI
28 kwietnia 1969 mianował dwóch kardynałów in pectore:
- Štěpán Trochta, biskup Litoměřic, ujawniony 5 marca 1973.
- Iuliu Hossu, biskup  Kluż-Gherla, ujawniony pośmiertnie 5 marca 1973.

24 maja 1976 mianował  kardynałem in pectore Františka Tomáška, administratora apostolskiego w Pradze, który został ujawniony 27 czerwca 1977.

## Jan Paweł II
- 30 czerwca 1979 mianował kardynałem in pectore Ignatius Kung Pin-mei, biskupa Szanghaju, który został ujawniony 28 czerwca 1991.

21 lutego 1998 mianował dwóch kardynałów in pectore:
- Marian Jaworski, arcybiskup Lwowa, ujawniony 21 lutego 2001.
- Jānis Pujats, arcybiskup Rygi, ujawniony 21 lutego 2001.

W dniu 21 października 2003 roku mianował kardynała in pectore, który nigdy nie został ujawniony i po śmierci Jana Pawła II ten wybór przestał obowiązywać